# Cherif Labidi
Cherif Mohamed Labidi (1934 – 13 maggio 2020) è stato un attore tunisino.

## Biografia
Durante la sua carriera, Cherif Labidi lavorò in particolare con Aly Ben Ayed e la compagnia teatrale della città di Tunisi . 
Labidi è morto il 13 maggio 2020 ed è stato sepolto il giorno successivo nel cimitero di Sidi Jebali ad Ariana.

## Filmografia

### Televisione
- Auf Achse – serie TV, episodio 1x08[2] (1980)
- El Khottab Al Bab[3] - serie TV, un episodio (1996)

## Teatro
- Lila Min Alf Lila
- Dam el farh
- Jemaa Taht El Sour
- El Kalaa El Mobar
- El Marichar